# Халмађел (Арад)
Халмађел (рум. Hălmăgel) насеље је у Румунији у округу Арад у општини Халмађел. Oпштина се налази на надморској висини од 271 m.

## Историја
По "Румунској енциклопедији" место се први пут помиње 1437. године. Држао га је српски деспот Бранковић, до 1441. године, када му је одузето.

## Становништво
Према подацима из 2002. године у насељу је живело 1656 становника, од којих су сви румунске националности.

### Хронологија
| Година       | 1992 | 1993 | 1994 | 1995 | 1996 | 1997 | 1998 | 1999 | 2000 | 2001 | 2002 | 2003 | 2004 | 2005 | 2006 | 2007 | 2008 | 2009 | 2010 | 2011 | 2012 | 2013 | 2014 | 2015 | 2016 | 2017 |
| ------------ | ---- | ---- | ---- | ---- | ---- | ---- | ---- | ---- | ---- | ---- | ---- | ---- | ---- | ---- | ---- | ---- | ---- | ---- | ---- | ---- | ---- | ---- | ---- | ---- | ---- | ---- |
| Становништво | 2015 | 1987 | 1954 | 1916 | 1887 | 1828 | 1802 | 1762 | 1728 | 1695 | 1648 | 1614 | 1585 | 1560 | 1512 | 1482 | 1461 | 1424 | 1379 | 1349 | 1317 | 1302 | 1270 | 1240 | 1199 | 1158 |